# Simone Bär

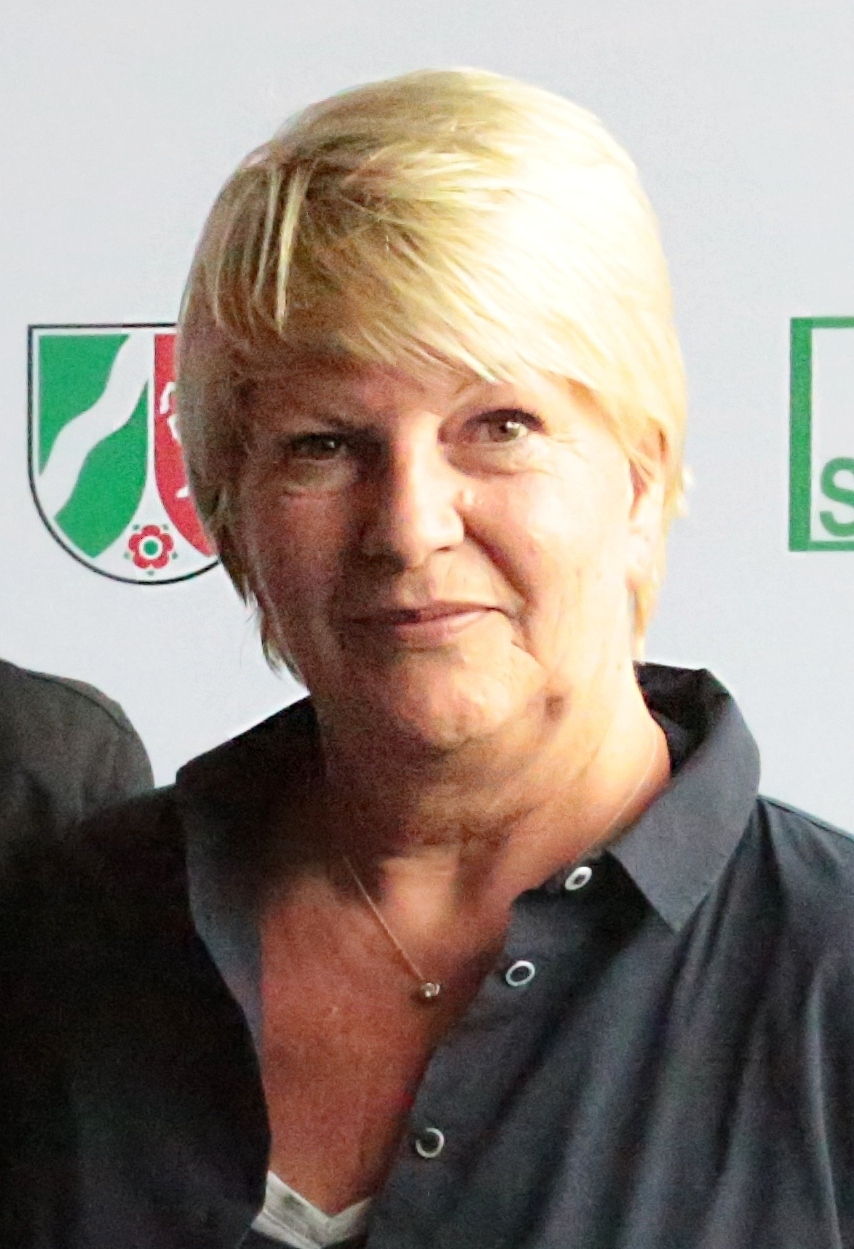
Simone Bär beim Grimme-Preis 2018

Simone Bär (* 1. Mai 1965 in Königs Wusterhausen; † 16. Januar 2023 in Berlin) war eine deutsche Castingdirektorin.

## Karriere

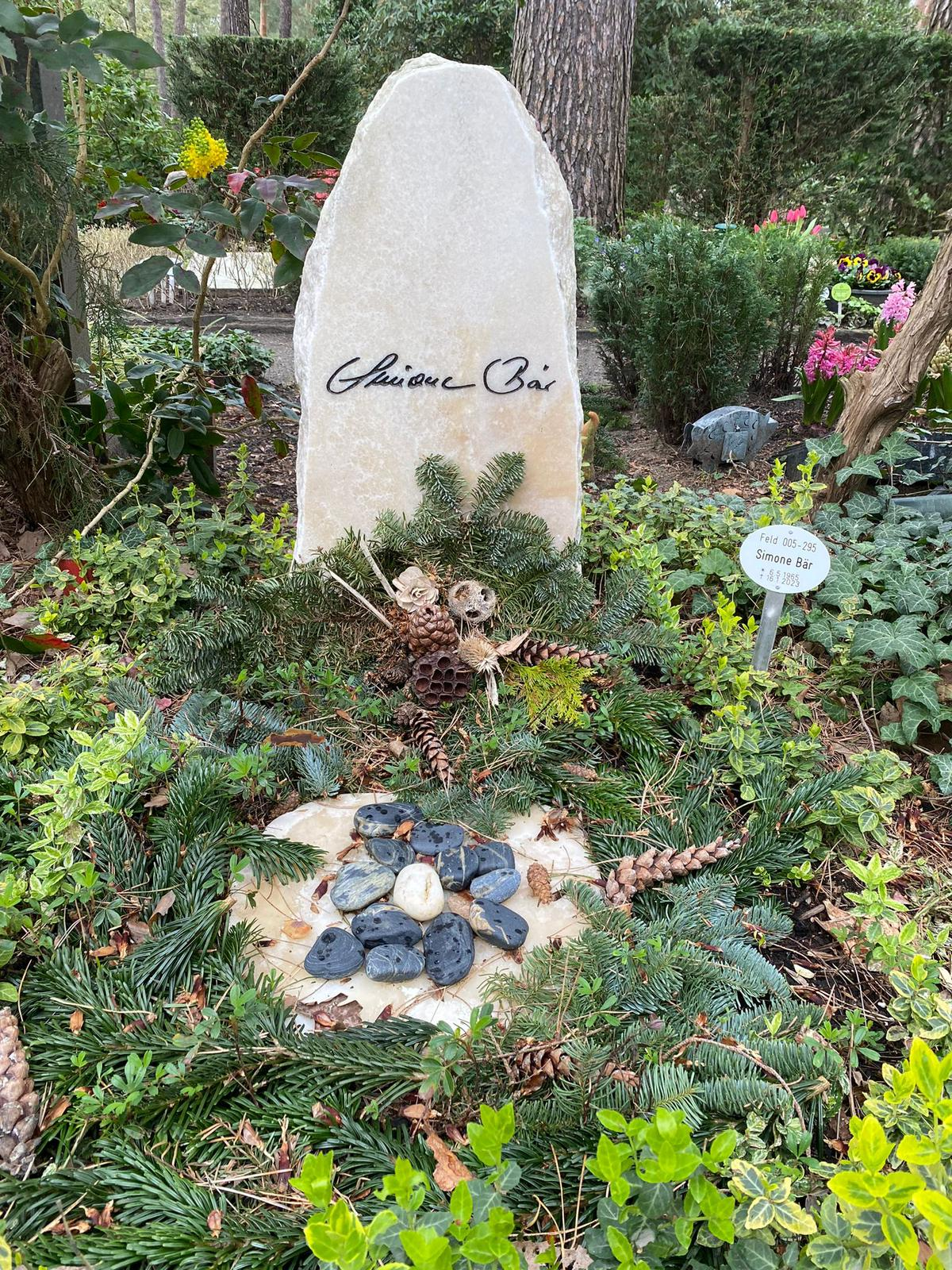
Grabstätte auf dem Waldfriedhof Dahlem

Bär arbeitete zunächst als Regieassistentin. Später wechselte sie zum Casting. In diesem Aufgabenfeld war sie beispielsweise für die Serie Babylon Berlin verantwortlich.
Simone Bär arbeitete mit deutschen Regisseuren wie Tom Tykwer, Christian Petzold, Matti Geschonneck, Florian Gallenberger und Margarethe von Trotta ebenso zusammen wie international mit Regisseuren wie Stephen Daldry (Der Vorleser), Quentin Tarantino (Inglourious Basterds), Steven Spielberg (Gefährten), François Ozon (Frantz) und Wes Anderson (Grand Budapest Hotel).
Im Januar 2023 wurde sie für ihre Arbeit an dem Kriegsdrama Im Westen nichts Neues postum für den British Academy Film Award nominiert. 
Christian Petzolds Drama Roter Himmel, an dem Bär kurz vor ihrem Tod noch gearbeitet hatte, ist ihr gewidmet. Im Abspann des Fernsehfilms Flunkyball wird an sie erinnert, ebenso im Abspann des britischen Kinofilms The Zone of Interest.
Ihre letzte Ruhestätte fand Simone Bär auf dem Waldfriedhof Dahlem.

## Ehrungen
Simone Bär wurde mehrfach geehrt, etwa mit dem Deutschen Castingpreis, dem Deutschen Schauspielpreis im Bereich Casting und dem Grimme-Preis. Sie war Mitglied der Academy of Motion Picture Arts and Sciences sowie der Deutschen Filmakademie und der Europäischen Filmakademie. Als Mitglied des Casting-Teams von Inventing Anna war sie 2022 für den Emmy nominiert.
Bei der Oscarverleihung 2023 wurde Bär im Segment In Memoriam gedacht.